# Hindoeïsme in Suriname

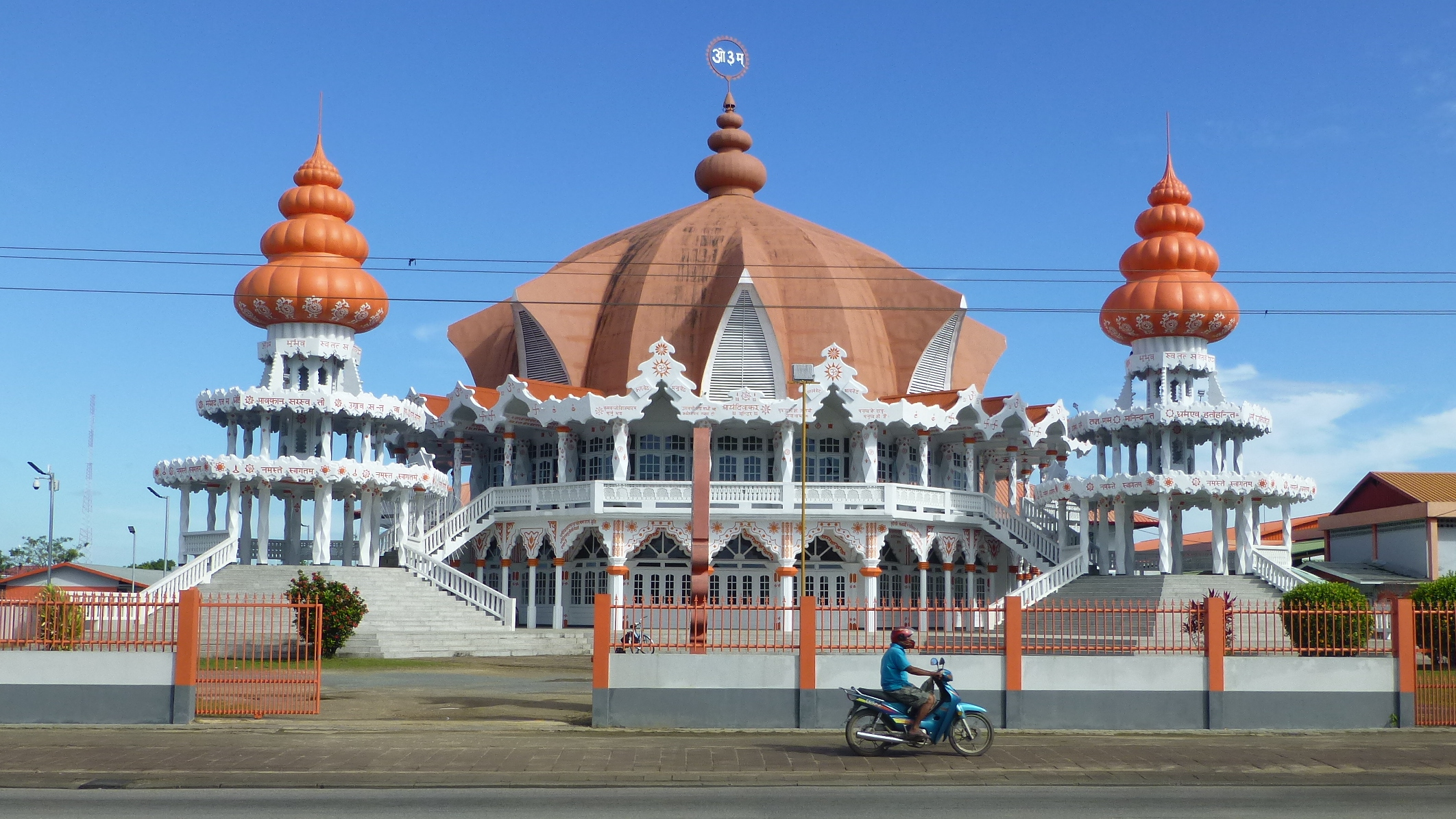
De tempel van Arya Diwaker in Paramaribo

Het hindoeïsme, ontstaan op het Indisch subcontinent, werd eind 19e eeuw geïntroduceerd in Suriname door contractarbeiders uit toenmalig Brits-Indië. De religie is voornamelijk aanwezig in twee stromingen: Sanatana Dharma en Arya Samaj. 
In 1929 werd Sanatan Dharm Maha Sabha opgericht. De belangrijkste organisatie van de Surinaamse Arya Samaj is de vereniging Arya Diwaker ('Arische zon'), die de grote hindoetempel te Paramaribo beheert. Het heiligdom trekt bezoekers van verschillende stromingen en ook niet-hindoes.
In 1971 werd het hindoefeest Holi-Phagwa opgewaardeerd tot nationale feestdag. 
| Hindoes in Suriname (2012) | Hindoes in Suriname (2012) | Hindoes in Suriname (2012) |
| Stroming                   | Aantal                     | Percentage                 |
| -------------------------- | -------------------------- | -------------------------- |
| Sanatana Dharma            | 97.311                     | 80,7%                      |
| Arya Samaj                 | 16.661                     | 13,8%                      |
| Overige hindoes            | 6.651                      | 5,5%                       |
| TOTAAL                     | 120.623                    | 100%                       |

De term 'hindoes' (= gelovigen) moet niet verward worden met de term 'Hindostanen' (= etnische bevolkingsgroep), immers niet alle Hindostanen in Suriname zijn hindoe; twintig procent hangt een andere religie aan, met name islam en christendom. Surinaamse hindoes zijn ook niet per definitie Hindostaans; er zijn ook Javaanse en Chinese hindoes. In de Surinaamse politiek werd het hindoeïsme aanvankelijk vertegenwoordigd door de VHP, waarbij de letter 'H' verwees naar 'Hindostaans' (dus naar zowel hindoes als moslims of christenen van Indiase afkomst). Sinds de jaren zestig is de etnische verbondenheid in de partij losgelaten en staat de letter 'H' achtereenvolgens voor 'Hitkary' (Welzijn) en 'Hervorming'. 

## Bekende hindoes afkomstig uit Suriname
- Herman Sookhdew Adhin
- Jnan Hansdev Adhin
- Rabin Baldewsingh
- Rabin Gangadin
- Diana Gangaram Panday
- Keshopersad Gangaram Panday
- Maurits Hassankhan
- Carlo Jadnanansing
- James Ramlall
- Ganeshkoemar Kandhai
- Ismene Krishnadath
- Krishna Mathoera
- Dhroeh Nankoe
- Jagesar Persad Kaulesar Sukul
- Jagernath Lachmon
- Krish Nannan Panday
- Prem Radhakishun
- Radjindre Ramdhani
- Anil Ramdas
- Kries Ramkhelawan
- Rampersad Ramkhelawan
- Ram Ramlal
- Chan Santokhi
- Ramdien Sardjoe
- Ramsewak Shankar
- Shrinivási